# Runaway (canção de Aurora)
"Runaway" é uma música da cantora, compositora e produtora norueguesa Aurora. A canção é a primeira e principal canção da cantora, servindo como single do EP Running with the Wolves e de seu álbum de estreia, All My Demons Greeting Me as a Friend. A música foi escrita por Aurora e Magnus Skylstad, que também participou da produção, junto de Odd Martin Skålnes. "Runaway" foi elançada em 7 de fevereiro de 2015 e uma demo da mesma vazou no final de 2015.
Em 2021, "Runaway" se tornou viral na plataforma de mídia social Tik Tok, logo a canção voltou a estar presente em algumas paradas musicais. A canção participou das principais paradas de diversos países, são eles: Austrália, Áustria, Canadá, Índia, Irlanda, Itália, Lituânia, Noruega, Portugal, Suécia e Suíça, além da parada global, Billboard Global 200.

## Bastidores e composição
"Runaway" é uma canção folktronica, eletrônica, synth-pop e electropop, com influências na música folk nórdica. Aurora escreveu a música quando tinha entre 11 e 12 anos de idade. A cantora diza letra ser sobre fugir e "perceber que você quer voltar para casa". Em entrevista à revista The 405, Aurora destaca que "é estranho como essa música se encaixa melhor na minha vida agora que eu poderia imaginar quando escrevi a música em si. É sobre como é importante ter um lugar macio para cair".

## Videoclipe
O videoclipe da canção foi lançado em 26 de fevereiro de 2015 e é dirigido por Kenny McCracken. A cantora e compositora Billie Eilish afirma que esse videoclipe foi a inspiração para seguir em uma carreira musical.